# Zwei Supertypen in Miami
Zwei Supertypen in Miami (auch: Extralarge) ist eine zwölfteilige Fernsehserie, die von 1990 bis 1993 als Co-Produktion von RTL plus und RAI größtenteils in den USA gedreht wurde. Bud Spencer spielt die Hauptperson, den Privatdetektiv und ehemaligen Polizisten Jack Costello. Als sein Partner Dumas ist in der ersten Staffel Philip Michael Thomas, in der zweiten Staffel Michael Winslow zu sehen. Regie führte in der ersten Staffel Enzo G. Castellari, in der zweiten Staffel Alessandro Capone.

## Hauptfiguren

### Jack Costello

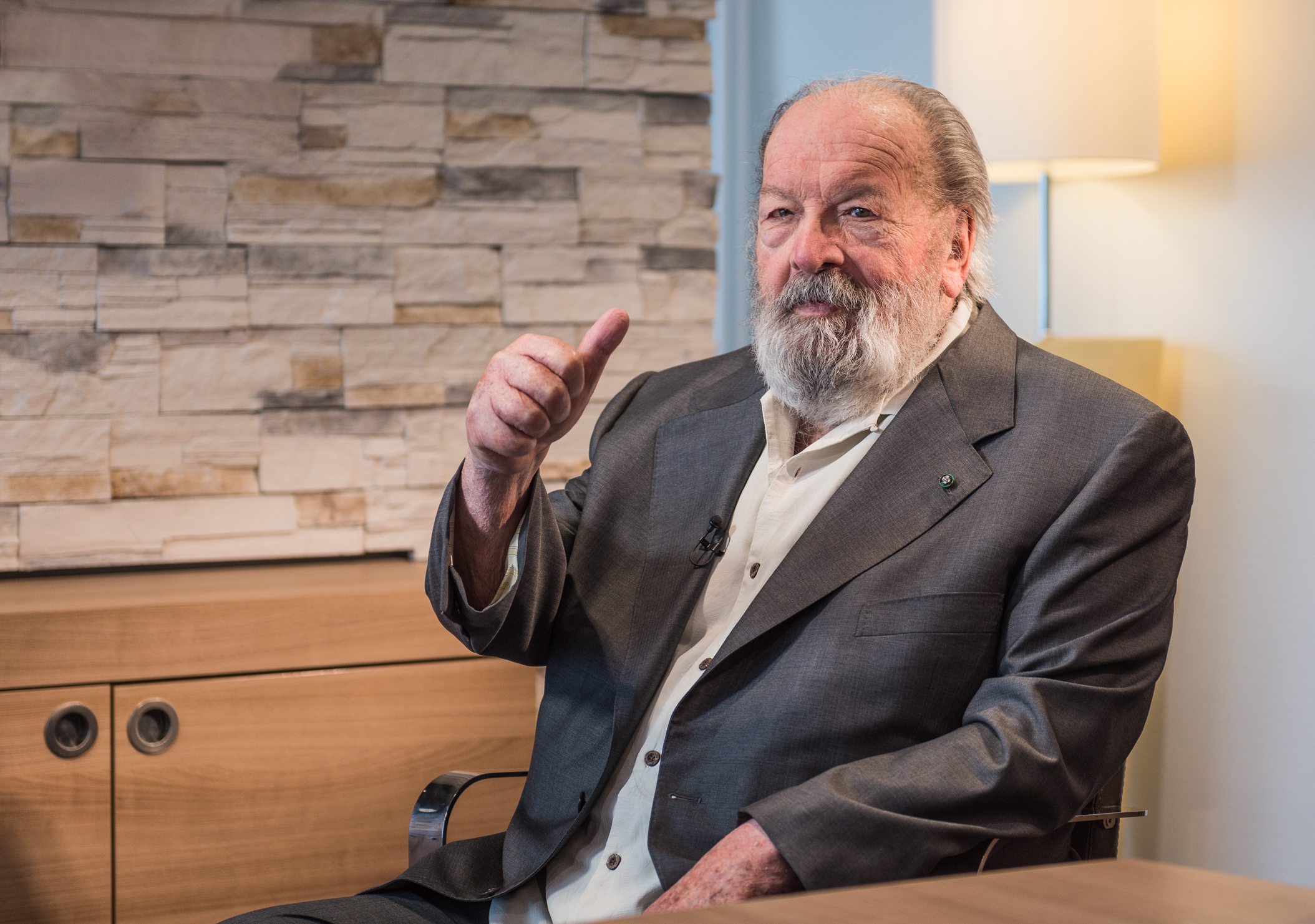
Bud Spencer (2015)

Jack Costello, auch Extralarge genannt, ein ehemaliger Polizist, ist ein hervorragender Detektiv. Verkörpert wird er von Bud Spencer. Er löst schwierige Fälle und hat kein Problem damit, auch angesehene Personen zu verdächtigen. Dabei bewegt er sich des Öfteren auch in der Illegalität. Mit seinen Fäusten wie auch mit Waffen kann er gut umgehen. Costello ist – zumindest äußerlich – durch nichts aus der Ruhe zu bringen.
Zu seinen Hobbys gehören das Angeln und das Musizieren: Er spielt Saxophon in einer Jazzband.

### Dumas

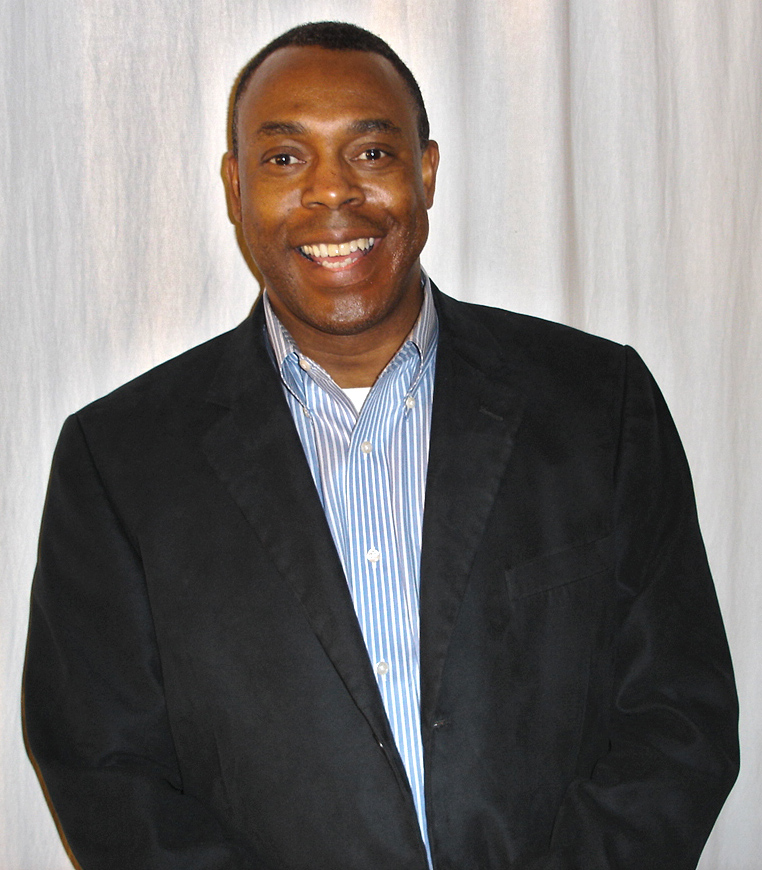
Michael Winslow spielte in der 2. Staffel der Serie an der Seite von Spencer

Jean Philippe Yannick Dumas, der Partner (eigentlich eher Assistent) von Jack Costello, ist nicht ganz so aufgeweckt wie dieser. Er neigt dazu, seiner Umwelt (besonders Costello) auf die Nerven zu gehen. Dumas ist des Öfteren beleidigt, weil er nicht in die Details des Falles eingeweiht wird, und wartet beständig auf seine Gelegenheit zu zeigen, dass er eigentlich ein ebenso guter Detektiv ist wie sein Vorbild Extralarge. Jedoch muss er gewöhnlich eher Fleißaufgaben erledigen. Obwohl Dumas meistens nur ein nerviges Anhängsel für ihn ist, weiß Jack, dass er sich im Notfall immer auf ihn verlassen kann.
Dumas ist ein talentierter Zeichner und schaffte es im Verlauf der ersten Staffel die Comicheft-Reihe "Extralarge" zu veröffentlichen. Später zieht es ihn aber nach Paris.
Dumas Nr. 2: Heißt eigentlich Archiebald und ist der Sohn von Extralarges bestem Freund aus Polizei-Zeiten. Als dieser bei einem Einsatz stirbt, bittet er per Brief Extralarge darum, seinen Sohn aufzunehmen und ihm alles beizubringen was ein Privatdetektiv wissen muss.
Costello nennt ihn, "weil es leichter ist zu merken" dann Dumas.
Beide Dumas waren Liebhaber guter Küche und kochten auch gerne selbst.

### Maria Martinez
Maria ist die Vermieterin, bei der Jack Costello zur Untermiete wohnt. Sie ist eine sehr cholerische Person.
Ein Running Gag ist, dass Maria regelmäßig (nach eigener Aussage) Stunden hinter dem Herd verbringt, um für Jack und Dumas eine besonders leckere Mahlzeit zuzubereiten, die dann aber aus verschiedensten Gründen verschmäht wird, worauf Maria häufig verspricht, "nie wieder" zu kochen.

### Inspektor Sam
Sam ist ein Freund von Jack Costello, der bei der Polizei arbeitet. Jack hilft ihm regelmäßig bei der Aufklärung schwieriger Fälle. Im Gegenzug bezieht er Informationen von Sam.
Wie Jack angelt auch Sam gerne.

## Episodenliste

### 1. Staffel (1992)
(Sendung: 18. Oktober bis 22. November 1992)
1. Die Schöne mit dem kleinen Tick
2. Die Formel des Todes
3. Der Kindermörder
4. Der Kleine mit der großen Klappe
5. Tödliches Spiel
6. Extralarge gegen Tod und Teufel

### 2. Staffel (1993)
(Sendung: 29. Oktober bis 29. Dezember 1993)
1. Der Herr der Sonne
2. Die Rache des Gonzales
3. Heiße Diamanten
4. Der Schatten des Ninja
5. Geheimoperation Condor
6. Extralarge und die Indianer

## Erfolg
Trotz durchwachsener Kritiken war die Serie im deutschen und italienischen Fernsehen sehr erfolgreich. Bud Spencer-Fans kritisieren den Mangel an Action (es gibt nur wenige der für Spencer typischen Prügelszenen, als Jack Costello tritt er den Verbrechern auch häufig bewaffnet gegenüber) sowie die Darstellung von Costellos Partner Dumas.

## Kritik

### Die Schöne mit dem kleinen Tick
„Obwohl sich die Hauptdarsteller von ihrer witzigen Seite zeigen, ein nur dünner Krimi mit löchriger Handlung, dick aufgetragenen Klischees und uralten Gags.“

### Die Formel des Todes
„Zweiter Teil der Serie; temporeich, aber einfach gestrickt und ärgerlich wegen seines plumpen Feindbilds.“

### Der Kindermörder
„Spannend, aber mit zahlreichen Klischees und Ungereimtheiten ausgestattet; in dem die eigentlichen Stars Spencer und Thomas spielen nur Nebenrollen.“

## DVD
2004 wurden alle Folgen der Serie von der e-m-s new media AG als deutschsprachige DVDs herausgebracht. 2010 erschien die Serie bei EuroVideo in zwei DVD-Boxen. 2017 erfolgte eine erneute Veröffentlichung der zweiten Staffel durch Alive - Vertrieb und Marketing und 2018 folgte die erste Staffel bei Studio Hamburg Enterprises. Trotz der FSK-Freigabe ab 16 Jahren handelt es sich allerdings um die gekürzten TV-Fassungen.

## Trivia
- Bud Spencer wird auch in dieser Serie von seinem Hauptsynchronsprecher Wolfgang Hess synchronisiert.
- Die Drehbücher wurden größtenteils von Giuseppe Pedersoli, dem Sohn von Bud Spencer, geschrieben.
- Philip Michael Thomas und Bud Spencer drehten 1996 auch die Serie Zwei Engel mit vier Fäusten.
- In den Folgen Der Kleine mit der großen Klappe und Tödliches Spiel ist Ted Martin als Doppelgänger von Clint Eastwood in der Rolle des Harry zu sehen.
- Weiterhin werden in der Serie immer wieder Anspielungen auf andere Serien und Filme gemacht. So u. a. auch auf Miami Vice und Der unglaubliche Hulk.
- In der Folge Extralarge und die Indianer ist Martin Griffiths, Ex-Leadsänger der schottischen Progressive Rock Band Beggars Opera, als Vokalist des Songs Country Cousins (zur Prügelszene ab 51:39) zu hören. In der italienischen Fassung läuft der Song nochmals zum Abspann.